# Crassula marchandii
Crassula marchandii är en fetbladsväxtart som beskrevs av Hans Christian Friedrich. Crassula marchandii ingår i släktet krassulor, och familjen fetbladsväxter. Inga underarter finns listade i Catalogue of Life.